# COS-B
COS-B var ESA:s första uppdrag att studera kosmiska gammastrålkällor. COS-B presenterades först av det europeiska vetenskapliga samfundet i mitten av 1960-talet och godkändes av ESRO-rådet 1969. Uppdraget bestod av en satellit innehållande gammastråldetektorer, som sköts upp av NASA vid Vandenberg flygbas på ESRO:s vägnar i 9 augusti 1975 med en Delta 2913 raket. Uppdraget fullföljdes den 25 april 1982, efter att satelliten hade fungerat i mer än 6,5 år, fyra år längre än planerat och hade ökat mängden data på gammastrålar med en faktor på 25. Vetenskapliga resultat inkluderade 2CG-katalogen som innehåller cirka 25 gammastrålkällor och en karta över Vintergatan. Satelliten observerade också X-ray binär Cygnus X-3.